# Half-Life 2
Half-Life 2 (estilitzat com HλLF-LIFE2 o simplement λ2), la seqüela de Half Life, és un videojoc d'acció en primera persona de ciència-ficció i un títol de la saga Half-Life. Va ser creat per Valve Corporation, inicialment publicat el 16 de novembre de 2004 després d'un procés de 5 anys i 40 milions de dòlars, durant el qual una part considerable del projecte va ser filtrada i distribuïda per Internet.
El joc segueix els esdeveniments de Half-Life uns anys després, on el protagonista, Gordon Freeman, és despertat per l'enigmàtic G-Man i es troba que el món ha estat envaït pels alienígenes Combine a causa dels esdeveniments que van tenir lloc a Black Mesa Research Facility, l'escenari del primer joc. Gordon es troba amb forces de resistència humanes que l'ajuden, incloent antics empleats de Black Mesa, com el Dr. Eli Vance i la seva filla Alyx. Alyx s'uneix a Gordon i busquen la manera d'eliminar els Combine de la Terra i alliberar la humanitat. El joc està enfocat des de la perspectiva de Gordon i el jugador pot utilitzar diverses armes incloent la pistola de gravetat per eliminar amenaces hostils i resoldre trencaclosques basats en la física per tal d'avançar.
El joc es va desenvolupar juntament amb la plataforma de Valve, Steam. Va introduir aquest servei i, tenint això en compte, esdevé el primer videojoc que requereix una activació de producte online.
Igual que el seu predecessor, Half-Life 2 es va trobar amb un reconeixement de la crítica gairebé unànime. Va ser lloat per la seva física avançada, animació, so, IA, gràfics i narrativa. El joc va guanyar 39 premis al "joc de l'any" i un parell de publicacions l'han anomenat "Joc de la Dècada". El 3 de desembre de 2008 s'havien venut més de 6,5 milions de còpies físiques de Half-Life 2 (sense incloure les vendes en Steam). El 9 de febrer de 2011, ha venut més de 12 milions de còpies.

## Jugabilitat
Half-Life 2 és, com el seu predecessor, un videojoc d'acció en primera persona per un jugador dividit en capítols, situant sempre el jugador al paper de Gordon Freeman. la seqüela té gairebé la mateixa mecànica que Half-Life, incloent els sistemes d'armes i salut i els puzzles periòdics. El jugador també comença sense ítems, reunint lentament un arsenal a mesura que avança el joc. Tot i la natura lineal del joc, es va posar molt d'esforç en fer l'exploració gratificant i interessant; es poden perdre o passar per alt moltes àrees opcionals.
Hi és present un conjunt molt variat d'enemics amb diferents tàctiques: uns es coordinen grups, uns volen, uns utilitzen atacs poderosos però previsibles, uns van armats, uns empren combats cos a cos o moviments ràpids i altres se serveixen d'estar a l'aguait a la foscor. Gordon pot matar els enemics directament amb les seves armes, o indirectament emprant perills ambientals com barrils explosius i focs de gas. En un punt del joc, Gordon pot unir-se amb un màxim de 4 soldats de la Resistència i pot enviar el seu equip lluny d'ell o fer-lo tornar; tot i així, encara poden morir fàcilment. Els membres de l'esquadra estan indicats al HUD (les icones amb una creu són metges).
Moltes de les noves característiques noves del joc utilitzen la seva detallada simulació física. Dues seccions del joc impliquen conducció de vehicles. En lloc dels puzzles basats en botons del Half-Life, també s'introdueixen puzzles ambientals amb sistemes mecànics improvisats, traient partit a la nova habilitat del jugador d'agafar, moure i col·locar objectes. Les solucions responen a propietats físiques de l'objecte com la forma, el pes o la flotabilitat. Per exemple, al capítol 3: Route Kanal (ruta del canal), el jugador ha d'apilar blocs de formigó en una improvisada rampa puja i baixa per avançar.
En una part del joc, Gordon adquireix la Gravity Gun (pistola de gravetat), que li permet manipular objectes de diverses mides (per exemple, agafar una caixa des de lluny i disparar-la). Aquestes habilitats són necessàries per resoldre alguns puzzles i també es poden utilitzar en combat.
El joc no conté escenes preelaborades ni escrites; la història avança a través de l'exposició per altres personatges, així com els esdeveniments que no s'exposen al món del joc.

## Sinopsi

### Antecedents i escenari
Half-Life 2 és una obra de ciència-ficció que presenta una història distòpica i alternativa de la Terra, on els recursos del planeta, incloent la mateixa raça humana, estan sent esgotats per un imperi opressor multidimensional conegut com els Combine. El joc se situa al voltant de la fictícia Ciutat 17, en algun punt de l'Europa de l'Est, aproximadament 20 anys després dels esdeveniments de la primera part. Durant Half-Life, els científics de Black Mesa Research Facility provoquen una inestabilitat interdimensional coneguda a la saga com cascada de ressonància, la qual Gordon intenta resoldre.
No obstant això, matant l'amo suprem del "món fronterer" agressor, Xen, Gordon amplia involuntàriament l'esquerda dimensional, que condueix als desastres de la Terra. Això s'anomena "l'incident de Black Mesa".
Un temps després del final de Half-Life, aquesta inestabilitat atrau l'atenció dels Combine i envaeixen la Terra. La humanitat es rendeix quan acaba la resultant Guerra de les Set Hores. La Ciutat 17 esdevé l'establiment de la gegant Ciutadella Combine, i el Dr. Wallace Breen, l'Administrador de Black Mesa que havia negociat la rendició, és nomenat representant i Administrador per supervisar el supervivents a favor dels Combine. Incapaç de reproduir-se a causa del camp de supressió Combine, la humanitat madura (no queden nens, tal com es veu al primer capítol). Els Combine implementen un estat policia brutal d'agents de Protecció Civil i soldats Overwatch i es forma també la Resistència Lambda clandestina.

### Argument
El joc comença quan Gordon Freeman és tret de l'estasi pel misteriós G-Man, que "l'insereix" en un tren que s'aproxima al seu destí: Ciutat 17 (Point Insertion, Punt d'Inserció). Després d'arribar a l'estació i eludir les forces Combine, Gordon s'uneix a la Resistència Lambda, organitzada per amics i companys de Black Mesa, incloent Barney Calhoun, que treballa en encobert d'agent de Protecció Civil Combine; i Alyx Vance, la filla d'un dels antic col·legues de Gordon, el Dr. Eli Vance. Després d'un intent fracassat de teleportar Gordon a Black Mesa Est des del laboratori improvisat del Dr. Kleiner (A Red Letter Day, "Un Dia Assenyalat), Gordon, que torna a ser equipat amb el vestit HEV i una palanca, es veu forçat a obrir-se camí a peu a través de l'antic sistema de canals de la ciutat (Route Kanal, Ruta del Canal). Després d'obtenir un hidrolliscador (Water Hazard, Perill d'Aigua), arriba eventualment a Black Mesa Est, a diversos quilòmetres de la ciutat. Gordon es torna a trobar amb Eli i coneix la Dra. Judith Mossman. Alyx, que està contenta de veure'l, li presenta en D0g, la seva mascota robot de la mida d'un cotxe, i li dona la Pistola de Gravetat. Després, Black Mesa Est pateix un atac Combine i Eli i Mossman són capturats i portats a la presó Combine de Nova Prospekt. Gordon i Alyx es veuen forçats a agafar camins diferents per arribar-hi; Gordon es desvia per la ciutat infestada de zombi headcrabs de Ravenholm, amb l'ajuda del seu últim supervivent, el Pare Grigori (We don't Go to Ravenholm, No Anem a Ravenholm). Després d'aventurar-se a través d'una mina i combatre els franctiradors, Gordon fa camí amb un buggy de sorra armat amb un canó Tau al llarg de la Carretera 17, una carretera costanera en mal estat. Ajuda un dels líders de la resistència, el coronel Odessa Cubbage, defensa punts de la resistència a New Little Odessa i Lighthouse Point (base del far) d'un assalt Combine.
Després de deixar enrere Lighthouse Point i travessar una platja infestada d'antlions (Sandtraps, Trampes de sorra), Gordon assalta Nova Prospekt, on es torna a reunir amb Alyx. Aconsegueixen localitzar Eli i descobrir que Mossman és una informant Combine (Entanglement, Embolic). Abans que puguin aturar-la, es teleporta juntament amb Eli a la Ciutadella de Ciutat 17. El teletranportador Combine explota mentre Gordon i Alyx l'utilitzen per escapar-se de Nova Prospekt.
Havent-se rematerialitzat al laboratori de Kleiner, Gordon i Alyx s'assabenten que van quedar-se atrapats en el que un agitat Dr. Kleiner anomena "un teletransportament molt lent", durant el qual havia passat una setmana.
Durant la seva absència, la Resistència, que va sentir què havia passat a Nova Prospekt, s'ha mobilitzat contra els Combine, convertint Ciutat 17 en un camp de batalla. Durant el combat, Alyx és capturada pels Combine i portada a la Ciutadella (Anticitizen One, Anticiutadà U).
Després de nombroses batalles per la ciutat, una petita ajuda final d'en Dog i Barney (Follow Freeman!, Seguin en Freeman!), Gordon entra a la Ciutadella per rescatar Alyx i Eli. Tot i així, és atrapat en una càmera de Camp de Confiscació Combine que destrueix totes les seves armes excepte la Pistola de Gravetat; en lloc d'això, l'energia "s'inverteix" i augmenta les capacitats de la Pistola de Gravetat, permetent a Gordon escapar-se i eliminar els grans grups de soldats de la Ciutadella amb facilitat (Our Benefactors, Els Nostres Benefactors). Eventualment, Gordon és capturat viatjant en un compartiment transportador Combine i és portat al despatx del Dr. Breen, on ell i la Dra. Mossman s'esperen amb Eli i Alyx capturats (Dark Energy, Energia Fosca). El Dr. breen comença a explicar els seus plans per la futura conquesta dels humans per part dels Combine, el contrari del que havia explicat a la Dra. Mossman. Enfadada, la Dra. Mossman allibera Gordon, Alyx i Eli abans que siguin emesos fora del planeta. El Dr. Breen intenta escapar-se a través d'un portal d'Energia Fosca, però Gordon el persegueix i destrueix el reactor amb la Pistola de Gravetat sobrecarregada. Breen sembla aniquilat en l'explosió resultant. Gordon i Alyx estan a punt de trobar-se amb un destí semblant, però just abans el temps es para de sobte. G-Man torna a aparèixer, i elogia Gordon per les seves accions a la missió abans de tornar a posar-lo en estasi, deixant aparentment Alyx sola davant l'explosió. Els destins de Gordon i Alyx són revelats més tard a Half-Life 2: Episode One.

## Desenvolupament
Per Half-Life 2, Valve Corporation va desenvolupar un nou motor de joc anomenat motor Source, que condueix els elements visuals, d'àudio i d'intel·ligènic artificial del joc. El motor Source ve empaquetat amb una versió molt modificada del motor físic Havok que permet una dimensió extra d'interactivitat tant en ambients per un jugador com online. El motor pot ser actualitzat fàcilment perquè està separat en mòduls. Acoblant-se a Steam, és molt fàcil desplegar noves prestacions. Un exemple és el High Dynamic Range Rendering, que Valve va mostrar per primer cop en un nivell de descàrrega gratuïta anomenat Lost Coast pels posseïdors de Half-Life 2. L'HDR ara és part de tots els jocs de Valve. Molts altres jocs fan servir el motor Source, incloent Day of Defeat: Source i Counter-Strike: Source, ambdós creats també per Valve.
Juntament amb Half-Life 2, tant en plataformes Windows com Mac, es troba el sistema de distribució de continguts Steam desenvolupat per Valve Corporation. Tots els jugadors de Half-Life 2 necessiten tenir Steam instal·lat i un compte vàlid per poder jugar. Steam permet als clients comprar jocs i altres tipus de software directament des del desenvolupador i tenir-los descarregats directament al seu ordinador així com rebre "micro actualitzacions". Aquestes actualitzacions també compliquen la pirateria i fins ara ha tingut força èxit en evitar els cheats (trampes) i la jugabilitat pels usuaris amb còpies no autoritzades. Steam també pot ser utilitzat per trobar i jugar a jocs multijugador a través d'un servei de navegador integrat i llista d'amics, i es pot fer una còpia de seguretat de les dades del joc amb una gravadora de CD o DVD estàndard. El contingut de Steam o d'un client pot ser descarregat a qualsevol ordinador, sempre que a aquell compte només s'hi entri en un sol lloc al mateix temps. L'ús de Steam ha portat molta controvèrsia. Alguns usuaris han reportat nombrosos problemes amb Steam, a vegades eren prou seriosos com per prevenir un crític de recomanar un títol disponible en aquest servei. En altres casos, s'ha baixat la puntuació d'una ressenya.
El llibre Half-Life 2: Raising the Bar va revelar que molts dels escenaris originals del joc van ser reduïts o eliminats del joc. Half-Life 2 estava originalment plantejat com un joc més fosc amb un disseny més atrevit, on els Combine drenaven més òbviament els oceans per trobar minerals i reemplaçaven l'atmosfera amb gasos nocius i tèrbols. Nova Prospekt havia de ser un petit dipòsit de ferrocarril Combine construït en una antiga presó a l'erm. Eventualment, Nova Prospekt va passar de ser un simple punt al mig del camí a ser la mateixa destinació.

### Leak
Half-Life 2 era merament un rumor fins a una forta impressió a l'E3 del maig de 2003, on va guanyar diversos premis al millor del show. Tenia una data de publicació del setembre de 2003, però va ser retardada. Aquest endarreriment de la data de publicació de HL2 es va produir arran del hacking de la xarxa interna de Valve a través d'una sessió de connexió nul·la a Tangis que va ser organitzada a la xarxa de Valve i una posterior pujada d'una línia ASP, donant com a resultat el leak (filtració) del codi font del joc i molts altres arxius incloent mapes, models i versions jugables primerenques de Half-Life Source i Counter-Strike Source a principis de setembre de 2003. El 2 d'octubre de 2003, l'executiu en cap de Valve Gabe Newell va explicar públicament als fòrums de Halflife2.net (ara Valvetime.net) els esdeveniments que Valve havia patit durant el temps del leak i va demanar als usuaris que localitzessin els autors si els era possible.
El juny de 2004, Valve Software va anunciar en una roda de premsa que l'FBI havia arrestat diverses persones sospitoses d'estar involucrades amb al leak del codi font. Valve va reivindicar que el joc havia estat filtrat per un hacker alemany de barret negre (que actua pel seu propi benefici) anomenat Axel gembre, "Ago". Després del leak, Gembe havia contactat Newell per e-mail (proveint també un document inèdit que explicava els esdeveniments de l'E3). Newell va continuar corresponent-se amb Gembe, i Gembe va creure's que Valve volia contractar-lo com un auditor de seguretat des de casa. Se li va oferir un vol als Estats Units i va ser arrestat quan va arribar per l'FBI. Quan el govern alemany va prendre consciència del pla, Gembe va acabar sent arrestant a Alemanya, i va ser sotmès a judici pel leak i altres crims informàtics, com la creació d'Agobot, un troià de molt èxit que recopilava dades dels usuaris, el novembre de 2006
Al judici de novembre de 2006 a Alemanya, Gembe va ser sentenciat a dos anys de llibertat condicional. En imposar la sentència, el jutge va tenir en compte alguns aspectes com la complicada infància de Gembe i el fet que estigués prenent mesures per millorar la situació.

## Banda Sonora
Totes les pistes han estat compostes per Kelly Bailey. L'edició «Gold» del joc oferia (entre altres) un CD àudio contenint pràcticament tota la banda sonora del joc, així com tres pistes prima.
Les pistes 16, 18 i 42 són les pistes primes exclusives al CD àudio. Les pistes 44 a 51 són pistes del joc que no surten al CD de música.
A notar que la majoria d'aquests trossos han estat reelegits i han estat transferits des de la banda sonora de Half-Life; els noms entre parèntesis són els dels títols originals. Les pistes 32, 34, 41 i 42 són dels remescles:
| - 1. Hazardous Environments (Valve Theme [Long Version]) - 01:26 - 2. CP Violation - 01:47 - 3. The Innsbruck Experiment - 01:09 - 4. Brane Scan - 01:42 - 5. Dark Energy - 01:34 - 6. Requiem for Ravenholm - 00:35 - 7. Pulse Phase - 01:11 - 8. Ravenholm Reprise - 00:54 - 9. Probably Not A Problem - 01:28 - 10. Calabi-Yau Model - 01:48 - 11. Slow Light - 00:46 - 12. Apprehension and Evasion - 02:19 - 13. Hunter Down - 00:17 - 14. Our Resurrected Teleport - 01:13 - 15. Miscount Detected - 00:50 - 16. Headhumper - 00:10 - 17. Triage at Dawn - 00:47 - 18. Combine Harvester - 01:27 - 19. Lab Practicum - 02:56 - 20. Nova Prospekt - 01:59 - 21. Broken Symmetry - 01:05 - 22. LG Orbifold - 02:54 - 23. Kaon - 01:13 - 24. You're Not Supposed to Be Here - 02:43 - 25. Suppression Field - 00:57 - 26. Hard Fought - 01:17 | - 27. Particle Ghost - 01:42 - 28. Shadows Fore and Aft - 01:28 - 29. Neutrino Trap (Hurricane Strings) - 01:37 - 30. Zero Point Energy Field (Cavern Ambiance) - 01:44 - 31. Echoes of a Resonance Cascade (Space Ocean) - 01:40 - 32. Black Mesa Inbound (Vague Voices) - 02:15 - 33. Xen Relay (Threatening Short) - 00:41 - 34. Tracking Device (Credits / Closing Theme) - 01:05 - 35. Singularity (Traveling Through Limbo) - 01:21 - 36. Dirac Shore (Dimensionless Deepness) - 01:28 - 37. Escape Array (Electric Guitar Ambiance) - 01:29 - 38. Negative Pressure (Steam in the Pipes) - 01:59 - 39. Tau-9 (Drums and Riffs) - 02:08 - 40. Something Secret Steers Us (Nuclear Mission Jam) - 02:04 - 41. Triple Entanglement (Sirens in the Distance) - 01:34 - 42. Biozeminade Fragment (Alien Shock) - 00:34 - 43. Lambda Core (Diabolical Adrenaline Guitar) - 01:44 - 44. Entanglement - 00:39 - 45. Highway 17 - 00:59 - 46. A Red Letter Day - 00:39 - 47. Sand Traps - 00:34 - 48. CP Violation (Remix) - 01:45 - 49. Trainstation PT. 1 - 01:30 - 50. Trainstation PT. 2 - 01:12 - 51. Radio - 00:39 |

## Armes
Són moltes les armes posades a disposició en Half-Life 2, algunes han estat importades d'Half-Life, incloent el tradicional desclavador, el fusell a pompa SPAS-12, el revòlver .357 Magnum, la ballesta, la granada i el llança-coet al qual es pot afegir el canó de Gauss o "Tau Cannon", un fusell a partícula experimental que és aquí pujat sobre el cotxe.
De les armes del primer opus tenen igualment estada substituïda. Així, la pistola H&K USP Match reemplaça la Glock 17 i la metralleta H&K MP-7 PDW reemplaça el MP5. A les noves armes fictícies, es troben el fusell en plasma de L'aliança, els phéropodes que permeten controlar els Fourmilions, i sobretot, la pistola anti gravetat.
Les armes són classificades en categories a l'inventari i la majoria inclouen un tret secundari.

## Argument
- Episodi Numero 1: Punt d'Inserció

"Som-hi, senyor Freeman, som-hi. No vull dir que s'hagi adormit en la feina. Ningú es mereix més d'un descans en el camí. Tots els esforços realitzats haurien estat en va fins que..Ja sap… Diguem que una altra vegada ha arribat la seva hora. L' home adequat al lloc equivocat pot canviar el rumb del món. Desperti, senyor Freeman. Desperti i miri al seu al voltant".
Aquesta és la introducció del joc que és una mena de somni estrany en el qual el G-Man parla a Gordon Freeman del paper que jugarà aviat, just abans de treure aquest del seu estat de somni. La Terra sencera ha passat sota el control de L'aliança, una misteriosa organització de la qual els soldats fan regnar l'ordre d'una manera extremadament severa. En la seva entrada en l'estació, Gordon troba ràpidament a Barney Calhoun, un antic col·lega de Black Mesa Research Facility, i coneix llavors a una jove dona, Alyx Vance. Els dos personatges formen de fet, part d'un petit grup de resistents que lluita contra la tirania de L'aliança
- Episodi Numero 2: Un Dia Memorable

Apunt de ser caçat per la Protecció Civil, Alyx i Barney el porten al laboratori secret del doctor Kleiner on aquest, intenta teletransportar a Gordon Freeman cap a la seua seu principal: Black Mesa East on podrà trobar el pare d'Alyx, el doctor Eli Vance. Però, si en la teleportació d'Alyx, aquesta ho aconsegueix, el cranc de Kleiner, Lamarr, interfereix en el moment del tele-tranport de Freeman cap a Black Mesa East i alerta a L'aliança de la seva presència a Ciutat 17. Barney proposa llavors a Gordon prendre els canals de la ciutat per anar a Black Mesa East.
- Episodi Numero 3: Ruta de Canal

Cap al canal, Gordon és de novament perseguit per la milícia de La Resistència. Travessa el sector de les vies fèrries fins a una posició avançada rebel; en aquest punt, es fa cada vegada més evident que les proeses de Freeman a Black Mesa Research Facility li han donat una reputació d'heroi llegendari, la seva tornada retorna valor a la Resistència i inquieta cada vegada més a L'aliança. La Resistència li confia un hidroplà amb el qual Gordon comença la seva travessia del canal.
- Episodi Numero 4: Perill a l'Aigua

Després d'una carrera frenètica amb les forces del L'aliança, l'hidroplà arriba finalment a una antiga central hidró-elèctrica. Als soterranis, l'equip científic de La Resistència ha implantat el seu laboratori principal, Black Mesa East.
- Episodi Numero 5: Aquest de Black Mesa

En Aquest Episodi, Gordon troba el doctor Eli Vance hi ha la doctora Judith Mossman, amb qui es reuneix amb Alyx. Li confien una arma desenvolupada per les seves missions dita «pistola antigravitada», Alyx s'encarrega d'ensenyar a Gordon el maneig d'aquesta arma amb l'ajuda de Chien, un poderós robot concebut pel seu pare per protegir-la, quan el laboratori és pres per assalt per L'aliança, forçant a Gordon a fugir pel túnel abandonat portant a Ravenholm.
- Episodi Numero 6: Ens Anem a Ravenholm

Degut a un bombardeig massiu del L'aliança, gordon es veu obligat a moures cap a Ravenholm, que s'ha transformat en una ciutat fantasma. La població sencera ha estat modificada en zombi pels crancs de cap que han envaït la ciutat, només ha sobreviscut el Pare Grégori que està de croada santa contra els monstres que arrosseguen als carrers de la ciutat. El Pare Grégori ajuda Freeman a treurel de Ravenholm i el guia cap a la Ciutat 17.
- Episodi Numero 7: Auto-ruta 17

Freeman és llavors alertat per ràdio per Alyx que el seu pare ha estat capturat per L'aliança en el transcurs de l'assalt de Black Mesa East i és portat a la presó de Nova Prospekt. Per arribar a Nova Prospekt, ha de rodejar aquesta regió del litoral anomenada la cosa prenent l'Autopista 17. Informada, La Resistència posa a la seva disposició un cotxe que li permet forçar les nombroses preses per L'aliança. Açò el porta fins a una base de la resistència, anomenada New Little Odessa, manada pel coronel Odessa Cubbage, a contenir l'assalt d'un helicòpter de L'aliança.
- Episodi Numero 8: Bunkers

Més lluny, Freeman arriba a un far reconvertit en posició avançada de La Resistència, on una batalla es prepara per al terme de la qual hi deixa el seu cotxe. Forçat a travessar les dunes de sorres per arribar a Nova Prospekt, Gordon ha d'enfrontar els Fourmilions, de les temibles criatures insectoïdes de Xen enterrada en la sorra. Portat a eliminar un Guàrdia Fourmilion, Freeman utilitza les feromones de la criatura per manar els altres Fourmilions que ja no representen llavors una amenaça sinó que serà el seu major suport durant les següents missions.
- Episodi Numero 9: Nova Prospec

En aquest Episodi, Gordon Freeman comprova que els Fourmilions que ha aconseguit com aliats, estan matant els guardies de Nova Prospket. En aquest caos, només algunes petites bases de resistències subsisteixen, i Gordon Freeman té aviat que dissoldre'ls per obrir-se al camí més profund de la presó.
- Episodi Numero 10: Intrus

Amb l'ajuda dels Fourmilions, Freeman pren per assalt Nova Prospekt. Amb l'ajuda de Alyx Vance, acaben per trobar a Eli Vance i a la doctora Judith Mossman. Mossman, que es revela ser una espia de la caserna. La Eli crea un punt de tele transportador utilitzant el teleportador situat en les profunditats de la presó. Acorralats, Gordon i Alyx han de reconfigurar el teleportador per poder fugir cap al laboratori del doctor Kleiner. Tanmateix, un malfunctionament de l'equip comporta una enorme explosió que ha aniquilat Nova Prospekt i, a la seva arribada al laboratori de Kleiner.
Kleiner explica que en el transcurs d'aquesta setmana, la caiguda de Nova Prospekt ha estat tan simbòlica que ha posat en marxa una revolta massiva en Ciutat 17 que és des del teatre d'una veritable guerra urbana. Els informa igualment que Eli Vance ha estat detinguda dalt de la Ciutadella, el bastió absolut de la caserna de l'aliança.
- Episodi Numero 11: AntiCiudada 1

Chien obre la via a Gordon Freeman cap a la Ciutadella mentre que Alyx i Kleiner s'escapen del laboratori. Ciutat 17 és una veritable guerra civil, i Freeman s'ha d'obrir camí enmig dels combats, unit sense indecisió per tots els resistents que troba fent-se un dels conductors d'aquesta revolució. Quan finalment, Alyx se li uneix, treballen mútuament per desactivar un generador de L'aliança per tal d'obrir una porta d'accés; però una vegada la portada ha estat travessada, l'Alyx busca una sortida, però és capturada pels soldats.
- Episodi Numero 12: seguiu a Freeman!

Gordon no té altres opció que continuar la seva progressió, però observar que Barney és acorralat per tiradors emboscats. Una vegada la carretera està lliure, Barney i les seves tropes s'uneixen a gordon i es dirigeixen cap a un antic edifici administratiu que és un refugi per a la milícia, i un blanc de tria per debilitar L'aliança. Gordon continua el seu camí en direcció a la Ciutadella mentre que la guerrilla urbana l'ajuda, amb l'arribada dels Striders. Mentre que permet als resistents prendre el control de la perifèria de la Ciutadella.
- Episodi Numero 13: Nostres Benefactors

Gordon entra a la Ciutadella per un passatge subterrani i destapa del túnel cap a un abisme gegantí en el qual és implantat la Ciutadella. Mentre que s'introdueix a la Ciutadella, totes aquestes armes són destruïdes per un dispositiu de defensa(una mena de «camp de confiscació») a excepció de la pistola antigravitada que, al contrari, és reforçada pel camp. Freeman aconsegueix gràcies a allò avançar a la Ciutadella i entra en un contenidor que es tanca i el dirigeix tot dalt de la Ciutadella, directament al despatx de Wallace Breen.
- Episodi Numero 14: Energia Residual

Breen es manté en al costat de Judith Mossman, Eli i Alyx són empresonats en contenidors similars en els que reté a Gordon. Després d'una llarga discussió entre els cinc protagonistes, Mossman és presa de remordiment i es gira contra Breen, alliberant els seus tres presoners. Breen aconsegueix escapar-se fins al «reactor d'energia negra» al cim de la ciutadella amb la intenció d'obrir una portada per teleportar-se lluny de la Terra. Gordon i Alyx van a la seva persecució, i aconsegueixen destruir el reactor, impedint la fugida de Breen. Allò posa en marxa una gegantina explosió en la qual Alyx i Gordon es veuen afectats.
- Episodi Numero 15: crèdits

Immediatament després de la destrucció del reactor, el temps es para. G-Man apareix, felicitant les proeses de Gordon sense preocupar-se per Alyx, i ben decidit a col·locar-ho de nou en estasi. El joc s'acaba exactament com ha començat, per un fons negre. La continuació de la història és descoberta en Half-Life 2: Episodi One.

## Aliats i Enemics
Encara que Gordon lluita contra molts enemics en Half Life 2 en solitari, de tant en tant és ajudat per aliats. Majoritàriament aquests són membres humans de la resistència, però Gordon també és ajudat per Vortigaunts i Antlions posteriorment. Aquesta última espècie d'insecte és nova a l'univers de Half-Life 2 i en un primer moment, es troba com a enemic feroçment territorial, però aquest més tard és escollit per a actuar com a aliat abundant i obedient durant l'ús d'una tavella de feromona. En unes quantes localitzacions clau, Gordon també es troba amb més personatges de no-jugador significatius com el robot d'Alyx Vance, Barney Calhoun i Alyx Vance.
Molts enemics familiars de Half Life retornen a aquest joc, com els headcrabs, peus de cabra, i zombis d'headcrab. Tanmateix, la majoria del joc es gasta lluitant amb L'aliança, que tenen forces militars contra Gordon i la gent de la Ciutat 17. Fan de forces d'associació variar i consten d'humans modificats, criatures biomecàniques, armes robòtiques, incloent-hi l'ús d'headcrabs com a armes biològiques.

## Rebuda

### Crítica
Forbes va declarar el 9 de febrer de 2011 que el joc havia venut 12 milions de còpies. Va rebre una puntuació total de 96% tant a GameRankings com a Metacritic. Algunes fonts com Gamespy, The Cincinnati Enquirer, The New York Times i VideoGamer.com li van donar puntuacions excel·lents, i altres com PC Gamer, IGN, GamesRadar i Eurogamer li van donar puntuacions gairebé excel·lents. El joc es va convertir en el cinquè títol en rebre una puntuació de deu sobre deu a la revista Edge. Les crítiques que van aplaudir el joc citaven els gràfics i físiques avançades. Maximum PC va puntuar Half-Life 2 amb un 11 exagerat en la seva escala que normalment arriba al 10, nomenant-lo el "millor joc que s'hagi fet mai".
Moltes crítiques, incloent algunes de les que havien donat ressenyes positives, es queixaven del fet d'haver d'utilitzar el programa Steam, haver de crear-se un compte, registrar els productes i haver de passar pel compte abans de poder jugar, a més de dificultats amb la instal·lació i falta de suport.

### Premis
Half-Life 2 va guanyar 39 premis de Joc de l'Any, incloent el premi general de IGN, el premi de GameSpot al millor joc de tir, el premi dels lectors de GameSpot al joc per a PC de l'any, Joc de l'Any de l'Acadèmia d'arts i ciències interactives i el Millor Joc dels Game Developers Choice Awards, on també es van concedir per tecnologia, personatges i guió. La revista Edge va premiar Half-Life 2 amb el seu màxim honor de l'any amb el premi al Millor Joc, així com premis per la Innovació i el Disseny Visual. El joc també va col·locar-se en una bona poisició als Premis de l'Acadèmia Britànica de Videojocs, emportant-se sis premis, més que qualsevol altre videojoc aquella nit, amb premis com el de "Millor Joc" o "Millor Online i Multijugador".
Els Guinness World Records van donar a Half-Life 2 el rècord mundial del "Joc de tir més ben valorat per PC Gamer Magazine" al Guinness World Records: Gamer’s Edition 2008. Altres rècords del joc que recull el llibre inclouen "Canal de Distribució Digital Més Gran" per al servei Steam de Valve, "Primer Joc a Incloure una Pistola de Gravetat", i "Primer Joc que inclou comentaris dels creadors". L'any 2009 Game Informer va donar el 5è lloc a Half-Life 2 a la seva llista de "Top 200 Jocs de Tots els Temps", dient que "Amb Half-Life 2, Valve va redefinir la manera com es creaven els videojocs d'acció en primera persona".
Half-Life 2 va ser seleccionat pels lectors de The Guardian com el millor joc de la dècada, elogiant sobretot el disseny dels ambient a tot el joc. Segons el diari, "va obrir nous horitzons al gènere i va fer un salt de qualitat en la narrativa de l'acció en primera persona". Un autor va comentar: "Half-Life 2 sempre va suposar una resposta europea a fanfarronades de Hollywood com Halo i Call of Duty. Half-Life 2 va ser considerat el Joc de la Dècada segons la votació d'estil de Crispy Gamer. També va guanyar el Millor Joc de la Dècada de IGN i el Joc de la Dècada als Spike Video Game Awards de 2012.

## Expansions
L'octubre de 2005, Valve va publicar Half-Life 2: Lost Coast, a través de Steam, i de franc per als posseïdors de Half-Life 2. Half-Life 2: Lost Coast que està basat en un dels capítols de Half-Life 2  anomenat "Carretera 17" (en anglès "Highway 17"), que va ser rebutjat abans que el joc sortís a la llum. Més tard, gràcies a la gran acceptació que va tenir el sistema de comentaris del joc, Valve va decidir fer-lo servir en futurs jocs, com ho va fer amb  Half-Life 2: Episode One.
- Half-Life 2: Episode One.

En juny de 2006, després de gairebé cinc mesos d'anuncis i publicitat, Valve va llançar  Half-Life 2: Episode One  (Anteriorment coneguda amb el nom en clau Aftermath), un videojoc independent, i, primer d'una trilogia d'episodis que expandeixen la saga, però es diu que podrien ser fins i tot més.
- Half-Life 2: Episode Two.

Encara que al principi la data de llançament era a finals de 2006, després de diversos retards la data de sortida va ser el 10 d'octubre de 2007. Va sortir a la venda en un pack anomenat The Orange Box, que inclou: Half-Life 2, Half-Life 2: Episode One, Portal, Half-Life 2: Episode Two i Team Fortress 2, però actualment es pot comprar independentment, igual que la resta dels jocs del pack.
Tècnicament Half-Life 2: Episode Two sortiria en dos packs, la orange box (HL2: EP2, HL2: EP1, HL2, portal i team fortress 2) i black box (HL2: EP2, portal i team fortress 2) però es cancel·la black box, ja que tindria un preu igual a la de la orange box (49,99 $) i vindrien menys jocs, tot i així els fans de la saga de valve Half-Life creien que hauria d'haver sortit a la venda la black box, però al final es va descobrir que orange box era la black box amb el HL2 i HL2(EP1) regalats.
- Half-Life 2: Episode Three.

Com en els altres episodis de Half-Life 2, Episode Three seguirà les aventures de Gordon Freeman.
Valve ha esmentat la seva intenció de destacar en cada episodi una nova característica important del motor Source. En Episode One, va consistir en la interacció amb un aliat no-jugador ben desenvolupat. En Episode Two, en canvi, es va basar en escenaris vasts i batalles a l'aire lliure que no havien estat vistes amb el motor Source en etapes anteriors. Aparentment, la innovació en Episode Three seran els canvis climàtics dinàmics i la major possibilitat d'interacció amb l'entorn, de la mateixa manera que el motor Unreal Engine 3.
Fins ara, només se sap que part de la trama transcorreria al vaixell de càrrega perdut Borealis en l'Àrtic, que porta una important tecnologia. Molta gent especula que el nostre paper en el joc seria el d'evitar que aquesta caigués en males mans. Aquest vaixell de càrrega, pertany a un Laboratori d'investigacions rival de Black Mesa, Aperture Science, en el qual es desenvolupa la trama del joc Portal (també present al 'Orange Box' de Valve).

## Requisits tècnics
En si mateix, el joc, no necessita molta màquina per a poder funcionar, amb un PIII de més de 1,2GHZ, servira, el problema és que et pots topar amb algun problema de rendiment, o de petades gràfiques.
- Sistema Operatiu : Windows 2000 / XP / Me / 98
- Processador : 1,2 GHz
- Memòria : 256 de Ram
- Targeta Gràfica: Compatible amb DirectX 7
- Disc Dur : 4,5 Go
- Lectura de DVD-ROM
- Connexió a Internet